# 태양은 또 떠오른다 (1957년 영화)
태양은 또 떠오른다(The Sun Also Rises)는 미국에서 제작된 헨리 킹 감독의 1957년 영화이다. 어니스트 헤밍웨이의 동명의 소설을 바탕으로 제작되었다. 타이론 파워 등이 주연으로 출연하였고 대릴 F. 자눅 등이 제작에 참여하였다.

## 출연

### 주연
- 타이론 파워
- 에바 가드너

### 조연
- 멜 페러
- 에롤 플린
- 에디 알버트
- 그레고리 라토프
- 줄리엣 그레코
- 마르셀 달리오
- 헨리 다니엘
- 로버트 에반스

## 제작진
- 원작자: 어니스트 헤밍웨이